# Автошлях B48 (Німеччина)
Федеральна траса 48 (В 48, нім. Bundesstraße 48) — федеральна автомагістраль у Німеччині. Він веде у федеральній землі Рейнланд-Пфальц від Бінген-на-Рейні на півночі до майже 130 км до Бад-Бергцаберна на півдні.

## Маршрут

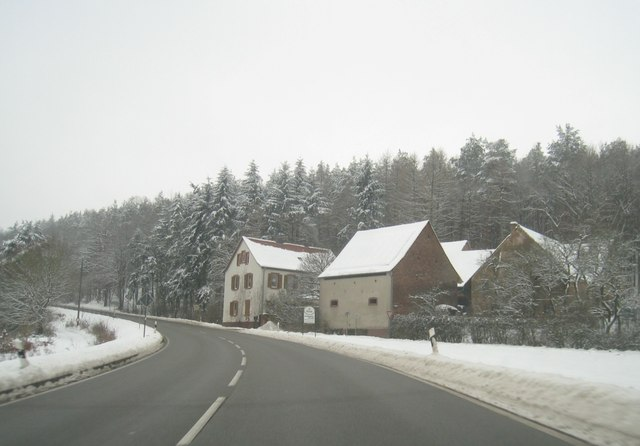
B 48 біля села Альтенхоф (між Енкенбах-Альсенборном і Хохшпаєром)

B 48 починається в центрі Bingen поруч з лівим берегом Нае. На спільній трасі з Б 9 де відділяється від неї розгалуженням вправо.
Потім він проходить через Бад-Кройцнах (після 16 км) – Альзенц (після 35 км) – Рокенхаузен (після 45 км) – Вінвайлер (після 56 км) – Гохшпаєр (після 74 км) – Аннвайлер-ам-Тріфельс (після 112 км) до Бад-Бергцаберна (майже 130 кілометрів).
Там вона закінчується прямо на північний схід від межі міста в районі Плайсвайлер-Оберхофен впаданням у В 427 (Гінтервайденталь - Кандель).